# Aeroportul Grand Canyon Bar 10
Aeroportul Grand Canyon Bar 10 (IATA: GCT, FAA LID: 1Z1) este un aeroport din Arizona, Statele Unite ale Americii. Aeroportul a fost tranzitat în 2019 de 15.534 de pasageri.
Situat la o altitudine de 1.250 m, aeroportul dispune de 1 pistă.

## Infrastructură

### Piste
Aeroportul dispune de o singură pistă. Pista 16/34 are dimensiunile 4.600 picioare × 40 picioare. 